# جک باروز
جک باروز (انگلیسی: Jack Burroughs؛ زادهٔ ۲۱ مارس ۲۰۰۱) بازیکن فوتبال اهل بریتانیا است.
از باشگاه‌هایی که در آن بازی کرده‌است می‌توان به باشگاه فوتبال کاونتری سیتی اشاره کرد.
وی همچنین در تیم‌های ملی فوتبال Scotland national under-19 football team و زیر ۲۱ سال اسکاتلند بازی کرده‌است.